# Palaeornis
"Palaeornis" cliftii es una especie extinta de pterosaurio conocido a partir de un único húmero fósil hallado en rocas del período Cretácico Inferior de zona superior de la Formación Tunbridge Wells Sand, en Inglaterra. "P." cliftii representa a uno de los primeros descubrimientos de Inglaterra, y ha tenido una larga y complicada historia de controversias y nomenclaturas.
El nombre Palaeornis había sido usado con anterioridad para un género de periquito (ahora considerado un sinónimo de Psittacula) por Vigors en 1825. Mantell estuvo aparentemente al tanto de esto, y en algunas publicaciones posteriores usó el nombre "Palaeornithis" (Mantell, 1848) como un reemplazo.